# 810 (číslo)
Osm set deset je přirozené číslo. Následuje po čísle osm set devět a předchází číslu osm set jedenáct. Římskými číslicemi se zapisuje DCCCX a řeckými číslicemi ωι.

## Matematika
810 je:
- Abundantní číslo
- Složené číslo
- Nešťastné číslo

## Astronomie
- (810) Atossa je planetka hlavního pásu, kterou objevil v roce 1915 Max Wolf

## Roky
- 810
- 810 př. n. l.